# キリストの洗礼 (ピエロ・デッラ・フランチェスカ)
『キリストの洗礼』（キリストのせんれい、伊: Battesimo del Cristo, 英: The Baptism of Christ) は、イタリア・ルネサンス期の巨匠ピエロ・デラ・フランチェスカによる絵画である。ポプラ板の2つのパネルに卵テンペラで描かれているため、年代測定は物議を醸している。たぶん1439年の制作であろうとする見方もある一方、ずっと後の1460年ごろとする見方もある。作品は、ロンドンのナショナル・ギャラリーに所蔵されている。

## 概要
絵画は、おそらく1440年頃、トスカーナのサン・セポルクロのカマルドリ会修道院、現在はサン・セポルクロ大聖堂から委嘱された。サン・セポルクロは、ピエロ・デラ・フランチェスカの出生地であった。画面の中景にある、キリストの左側に描かれている町は、サン・セポルクロかもしれない。ピエロ・デラ・フランチェスカの初期の制作とする意見は、画家の師であるドメニコ・ヴェネツィアーノの「光の絵画」との強い関連によって証明されている。もともとは三連祭壇画の一部で、聖ペテロと聖パウロの側面パネルと、1460年代初期にさかのぼるマッテオ・ディ・ジョヴァンニの裾絵 (プレデッラ) があり、それらは現在サン・セポルクロの市立絵画館にある。
構図は右側の洗礼者聖ヨハネによってヨルダン川で洗礼を受けているキリストの姿が中心になっている。洗礼者聖ヨハネの後ろでは、白いブリーフを身に着けた男性が足をすでに水に浸しており、身体をシャツから引き出すのに苦労している。キリストの上には聖霊を表すハトがおり、その短縮された翼の形は空の雲に似ている。本来の三連祭壇画の額には、ハトの上に父なる神を示す円形画が含まれていた可能性がある。そうなるとキリストと聖霊を表すハトとともに、三位一体を完成させるのである。キリストの姿、ヨハネの手と椀、そして鳥は、絵画を2つの対称的な部分に分割する軸を形成している。
キリスト像に次ぐ2番目の分割線は、左側のクルミの木によって形成され、白い樹皮がキリストの白い肌と共鳴しており、黄金比に従って絵画を分割している。
右側のヨハネの姿とバランスを取り、木の幹でイエスから隔てられているのが、異なる服を着ている左側の3人の天使である。伝統的な図像から逸脱して、天使たちはキリストの衣服を支えておらず、お互いの手を握っている。これは、西方 (ローマ) 教会と東方 (ビザンチン) 教会の統一を目標とした当時のフィレンツェ公会議（1431–45年）を示唆している可能性がある。 カマルドリ会修道士で神学者であった聖アンブローズ・トラヴェルサーリ（1439）は、カマルドリ会信徒衆の修道院総長であり、東西教会の統合の強力な支持者であった。そのような象徴性は、右側の若い洗礼を受ける青年の後ろに、通常ビザンチンの高官として解釈される東洋風の服を着た人物が存在することによっても示唆されている。また、3人の天使は三位一体の3つの側面を表している可能性もある。
ピエロ・デッラ・フランチェスカは、遠近法と幾何学の権威として同時代に有名であった。画家の主題に対する注意は、同じサイズの2つの角度を形成するヨハネの腕と脚によって示されている。
サン・セポルクロの修道院は1860年代に解散し、絵画は1861年にロンドンのナショナル・ギャラリーによって購入された。